# عنقصاوات
العنقصاوات (الاسم العلمي: Empusinae) هي أسرة من الحشرات تتبع الفصيلة العنقصية من رتبة السرعوفيات.

## قبائل العنقصاوات
- العنقصاوية
  - العنقص